# Tijana Dapčević
 (septembre 2013).
Si vous disposez d'ouvrages ou d'articles de référence ou si vous connaissez des sites web de qualité traitant du thème abordé ici, merci de compléter l'article en donnant les références utiles à sa vérifiabilité et en les liant à la section « Notes et références ».
Pour les articles homonymes, voir Dapčević.
Tijana Dapčević, née le 3 février 1976 à Skopje en Macédoine du Nord, est une chanteuse pop macédonienne.

## Biographie
Elle est née d'un père macédonien et d'une mère serbe et a une sœur cadette, Tamara, et est mariée avec l'homme d'affaires serbe Milan Dapcevic.
Tijana remporte le "skale Suncane" festival de Herceg Novi en 2002 avec la chanson Negativ composée par Darko Dimitrov, qui figure sur son deuxième album studio avec le même titre. Elle remporte également la première place sur le "serbe Radio Festival-Feras" en 2006 avec la chanson Julijana.
Elle participe en 2006 au festival de chanson Evropesma, et finit huitième avec 27 points avec la chanson "Greh" ("Péché"), issue de son premier album Žuta minuta, sortie à l'été 2007.
En septembre 2013, Tijana Dapčević est choisie pour représenter la Macédoine du Nord au Concours Eurovision de la chanson 2014 qui se déroule à Copenhague avec la chanson To the Sky. Elle participe à la deuxième demi-finale le 8 mai 2014 et échoue à se qualifier, arrivant 13e des 15 participants.
Elle vit actuellement à Belgrade.

## Discographie
- Kao da.. (2000)
- Negativ (2002)
- Zemlja mojih snova (2004)
- Žuta minuta (2007)
- Muzika (2010)